# Vrána: Město andělů
Vrána: Město andělů (v anglickém originále The Crow: City of Angels) je americký akční film z roku 1996. Režisérem filmu je Tim Pope. Hlavní role ve filmu ztvárnili Vincent Pérez, Mia Kirshner, Richard Brooks, Thuy Trang a Iggy Pop.

## Obsazení
| Vincent Pérez       | Ashe Corven/Vrána |
| Mia Kirshner        | Sarah             |
| Richard Brooks      | Judah Earl        |
| Thuy Trang          | Kali              |
| Iggy Pop            | Curve             |
| Thomas Jane         | Nemo              |
| Vincent Castellanos | Spider Monkey     |
| Eric Acosta         | Danny             |